# Valladolid (parroquia)

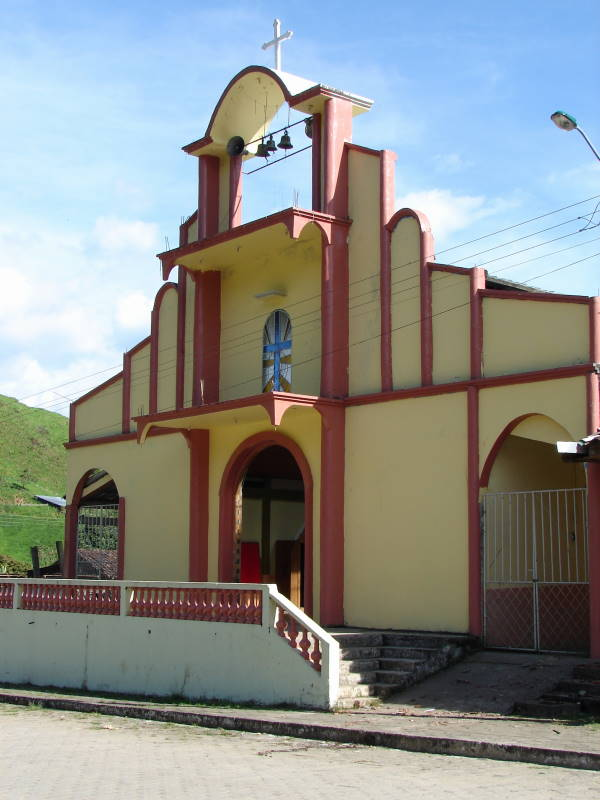
Valladolid fue declarada parroquia rural de Palanda en 1963.

Valladolid es una parroquia rural del cantón Palanda, en la provincia de Zamora Chinchipe, Ecuador. Se encuentra a 1700 m, al margen del río del mismo nombre.
Esta parroquia se asienta sobre las ruinas de la antigua ciudad colonial española de Valladolid, fundada en 1557, que luego se convirtió en la capital de la gobernación de Yaguarzongo. La antigua Valladolid sufrió en 1576 una sublevación que llevó a la destrucción de la ciudad. En 1932 empezó una migración de nuevos colonizadores hasta las ruinas e iniciaron la repoblación; siendo elevada a la categoría de parroquia rural de Palanda en 1963.

## Historia
En 1557 el capitán español Juan de Salinas y Loyola fundó el pasentamiento de Valladolid, la cual en lo posterior se convertiría en la capital de la gobernación de Yaguarzongo, ubicada en la margen derecha en las nacientes del río Chinchipe. Al respecto él nos refiere: “En esta tierra y parte más cómoda poblé un pueblo de españoles, que nombre la ciudad de Valladolid, que ha sido bien trabajosa de sustentar, por ser los naturales muy belicosos, amigos de guerras  y cortar cabezas y robar”  
De su primera Relación nos dice:
“Tenían ganados de ovejas del Pirú, y así sus camisetas y mantas y demás ropas era de lana racionalmente labrada; también alcanzan algodón y lo benefician, de que asimismo se visten. Hablan casi una lengua que llaman Palta. El temple donde habitan y están poblados es muy bueno y sano; y las aguas en general muy excelentes, porque en todas ellas hay oro, y nacen y corren por los veneros de él. (Tienen) de todo genero de comidas y frutas de las acostumbradas en indias; muy fértil y generalmente en toda la tierra en gran abundancia están pobladas en valles. No usaban oro ni plata, ni casi lo conocían; y así no lo labraban ni estimaban, con estar poblados en tierra de muchos mineros de oro y plata, según las muestras que se han allado y visto”  
Entre los fundadores de Valladolid, Salinas menciona los siguientes:
“El capitán Francisco de Mercado, el capitán Hernando de la Vega, Alonso de Sosa, Velasco de Olmedilla, Hernando de Arana, Diego Arias de Umaña, Juan de Sande Cabrera, Luís Hurtado, Hernán Morcillo, Pedro Martín, Juan de Calaya, Lorenzo Mejía, Juan Asturiano, García de Acebedo, Andrés de Agurto, Juan Camacho, Pedro de Bilbao, Diego Álvarez, Juan de Velasco, Pedro Ferrer, Juan Mateos, Alonso González, Juan Navarro, Pedro de Murcia, Juan de Jonquera, Francisco Margariño, Juan de Saucedó, Juan de Hunco, Francisco Gómez, Juan de Alderete”  .
Algunos de estos 30 vecinos españoles fueron muertos a manos de los indígenas, otros emigraron por seguridad a Loja, Malacatos, Vilcabamba, Yangana, Espindola, Calvas Quinara, Jaén o Chachapoyas.
DESCRIPCIÓN DEL VALLE, LOS RÍOS Y   ORO
Dice Salinas: “El valle y tierra es de muy excelente temple y sano y de mucha fertilidad de todo género de comidas y frutas que hay en indias y de muy buenas aguas. En todas las aguas y ríos del dicho valle se halla oro, y especialmente dejé, cuando me partí, descubiertas minas muy ricas, conforme a las muestras y principio que se dio en tres partes diferentes unas de las otras, que prometían gran riqueza” .
VECINOS Y ENCOMENDEROS.
Continua relatando Salinas: “Pacíficos todos los naturales de los términos que le señale, y me pareció ser competente para su sustento y poder acudir a la dicha ciudad, y hecha visita de ellos, los repartí en nombre de Su Majestad, y di encomienda de ellos, conforme a la calidad de la tierra, y número que era necesario para sustentarlo, cuyos nombres de las dichas personas, a quienes se encomendaron y repartieron son las siguientes:
“El capitán Juan de Salinas Guinea (así)- El Capitán Bernardo de Loyola-Pedro Gómez Duarte- Juan Destrada - Hernando de Orellana- Juan de Oviedo- Francisco González Montoya- Pedro Gómez de Rueda”.
Su esplendor y brillo duro hasta el inicio de 1600, pero luego fueron abandonando la ciudad los españoles indios y mestizos, porque todavía existía aunque precariamente hasta casi 1900.
En la década de 1950, algunos colonos empiezan a asentarse en Palanda y Valladolid, para el año de 1962 refundarse con toda la solemnidad, con la asistencia del cura del pueblo, el embajador de España, el obispo de Zamora y otras autoridades. En próximos días ampliare esta información.

Fue poblada en 1962 sobre las ruinas de la antigua ciudad española de Valladolid de la que ahora solo quedan restos arqueológicos y una leyenda sobre la majestuosidad de su época. 

## Información general
Valladolid es conocida por ser una parroquia eminentemente ganadera con un plácido y benigno clima andino, donde se elaboran los quesos más conocidos en Zamora Chinchipe. 
Posee dos hoteles para recibir al visitante, como son: Hotel Vícmar y Hotel Sur Oriente, además existen varios restaurantes para degustar la gastronomía local. Su principal centro educativo es la Unidad Educativa "Valladolid"

## Principales atracciones turísticas
Alrededor de la misma existen varios sitios de atracción turística como son: 
- Cerro Toledo. Una de las elevaciones más altas de Zamora Chinchipe, apta para practicar el excursionismo por su exuberante endemismo y biodiversidad. Ha sido utilizada como una base estratégica militar y como un sitio para la observación geográfica de toda el área fronteriza. Su cumbre alcanza los 3500 m, y en ella es imposible estar de pie por mucho tiempo debido a las bajas temperaturas, fuertes vientos acompañados de continuas y torrenciales lluvias. Para ascender a la misma existe una carretera secundaria desde la vía Yangana-Valladolid. Desde su cúspide se encuentra un camino hacia la otra pendiente del cerro, la cual conduce a los místicos y hermosos bosques de La Esmeralda, Los Helechos y toda el área del Numbala Alto.
- Cerro Tapichalaca. Es otra elevación sobresaliente en la vía Yangana-Valladolid, la cual se cree que está encantada pues varios fenómenos climáticos como la intensa lluvia y relámpagos han impedido a varios aventureros ascender a su cumbre. En sus faldas se encuentra la famosa Reserva Forestal de Tapichalaca de la Fundación Jocotoco, la cual fue creada para proteger a varias aves endémicas encontradas en sus bosques.
- Río Valladolid. Nace de las estribaciones del Nudo de Sabanilla su principal afluente empieza de la laguna conocida como (La Tuna), sus aguas sumamente frías, limpias y cristalinas sirven como balneario natural.
- Aguas sulfurosas de la Variante.
- Lagunas encantadas.
- Quebrada Honda. Ha sido visitado por su exuberante diversidad en flora, especialmente orquidácea. Para acceder a este barrio existe una carretera desde Valladolid, por el cual se llega primero al barrio Tapala y desde ahí se continúa por una vía creada entre los años 2014-2019 que llega lastrada hasta las riveras del río con el mismo nombre, continuando un camino piloto hasta el barrio Palmeras.
- El Porvenir del Carmen es un barrio de Valladolid visitado por sus cascadas y exuberante vegetación, se puede llegar por carretera y a sus cascadas mediante caminos a pie.
- Nanchima tiene su quebrada con gran variedad de especies de fauna y flora.
- Tapala. -Barrio ubicado a aproximadamente una hora desde la cabecera parroquial.
- Floración (familia de las melastomataceae) de la planta científicamente conocida como "tibouchina lepidota" se dá entre los meses de Mayo, junio, julio y agosto dándose las primeras en las partes mas altas, concentrandose el mejor espectáculo los últimos meses rodeando el poblado de ésta parroquia.